# Sord Computer Corporation
Sord Computer Corporation ime je za japansku elektroničku tvrtku, koju je osnovao poduzetnik Takayoshi Shiina 1970. godine.

## Povijest
Sord je prvo proizvodio 8-bitna kućna i poslovna računala, da bi se kasnije prebacio na proizvodnju prijenosnih računala Sord M23P (1983.) te elektronskog rokovnika Sord IS-11 (1984.).
Od 1985. Sord započinje suradnju s tvrtkom Toshiba Corporation, da bi 1999. godine Toshiba integrirala tvrtku Sord u svoje poslovanje. Nova tvrtka poslovala je pod imenom Toshiba Personal Computer System Corporation (TOPS).